# ロバート・ジョン・ソーントン

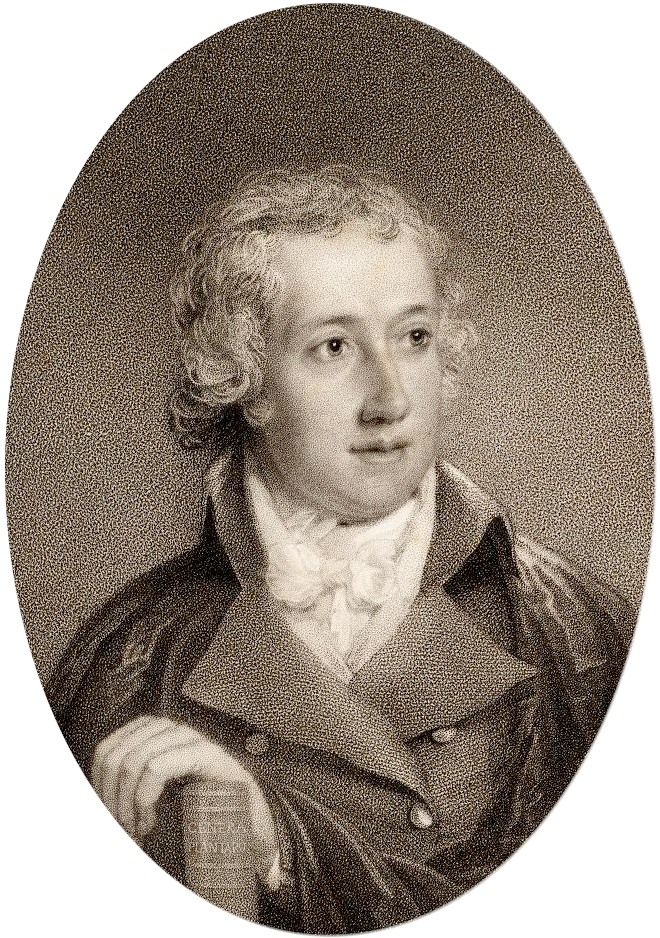
Robert John Thornton (1799)

ロバート・ジョン・ソーントン（Robert John Thornton、1768年 - 1837年）は、イギリスの医師、植物書の編集者である。『カルロス・フォン・リンネルスのセクシャル・システム新図解』(A New Illustration of the Sexual System of Carolus Von Linnæus)などの制作者である。この書物の第3巻は『フローラの神殿』（"Temple of Flora"）として、豪華な図版を企画した。
祖父はロンドンで薬種店をいとなむ本草家で、父親は文芸家であった。父は幼い時に没して、祖母に育てられた。牧師となることを期待されてケンブリッジ大学のトリニティ・カレッジに入学したが、植物学をトマス・マーティンに学び、リンネの学説を学んで、植物学を学べる医師に進路を変えた。ロンドンのギーズ病院（Guy's Hospital）で働き、後に病院で薬草学を教えた。遺産を得て海外で過ごした後、ロンドンで開業した。
『フローラの神殿』は1799年から刊行が始めたフォリオ版（ほぼA3の大きさ）の着色された図版で10年間に渡って刊行された。ソーントンが原画を描き、当時の版画界の巨匠たちを雇って製作された。フランスとの戦争などで豪華本を購入する市場が縮小し、資金が不足すると、小型本に刷り直し、私的なくじを売り出すなどして刊行を続けたが、ソーントンは破産し、極貧のうちに没した。

## 『フローラの神殿』の画像

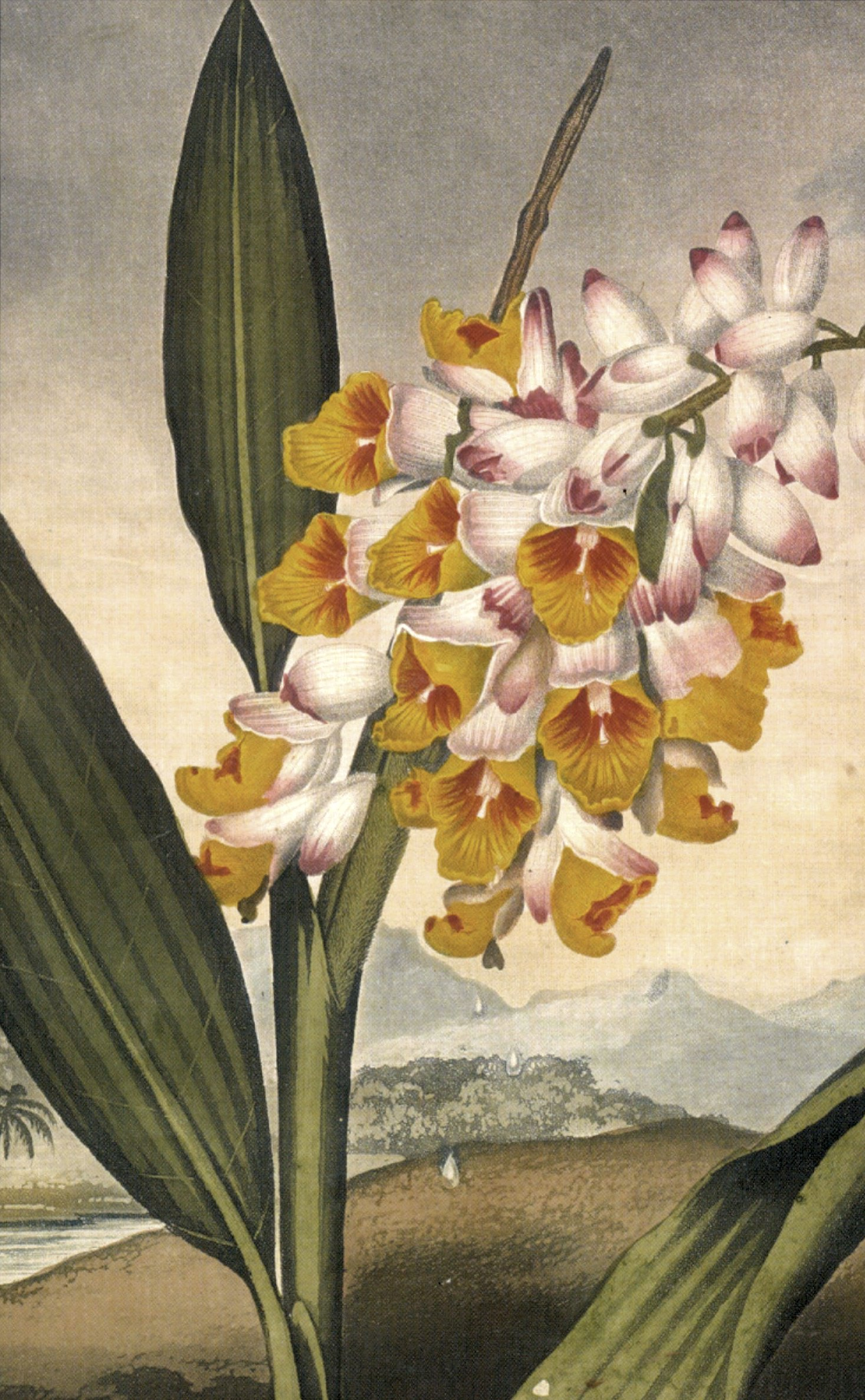
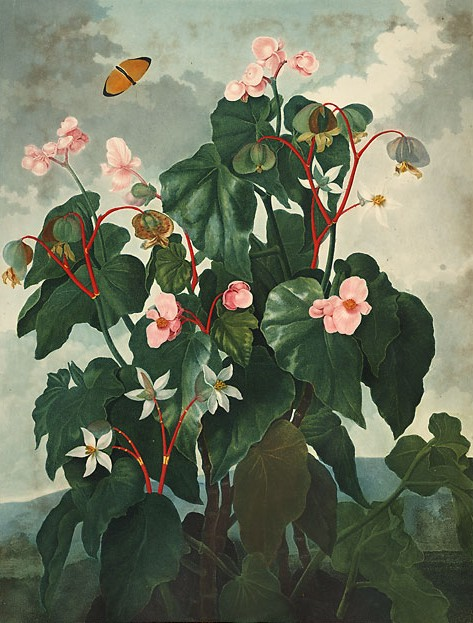
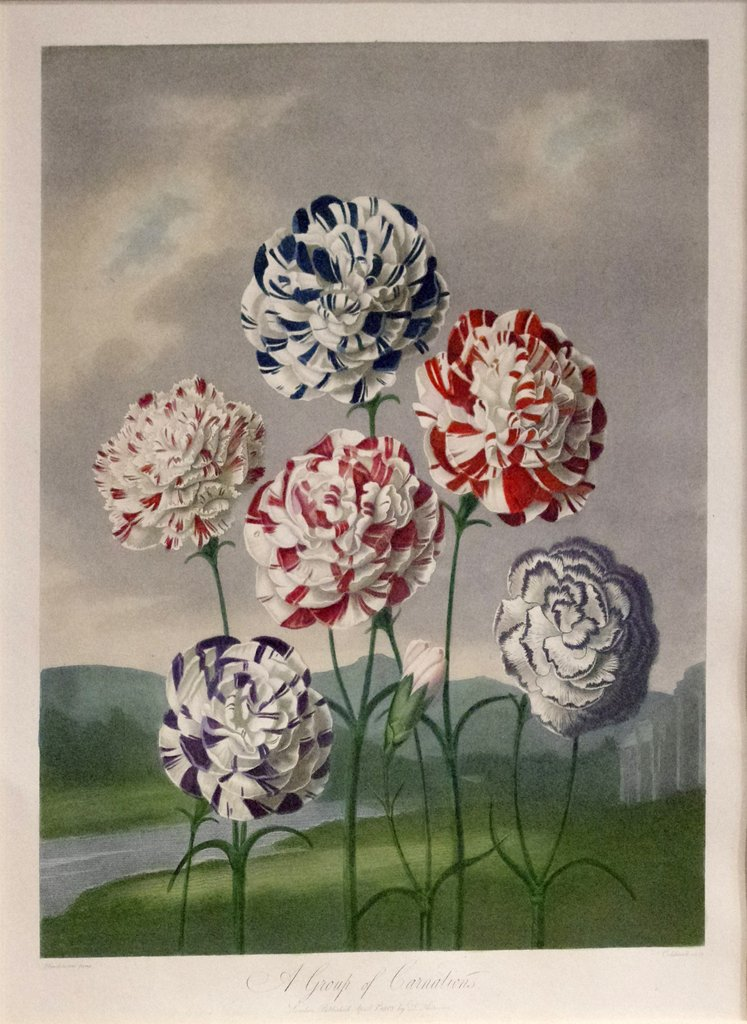
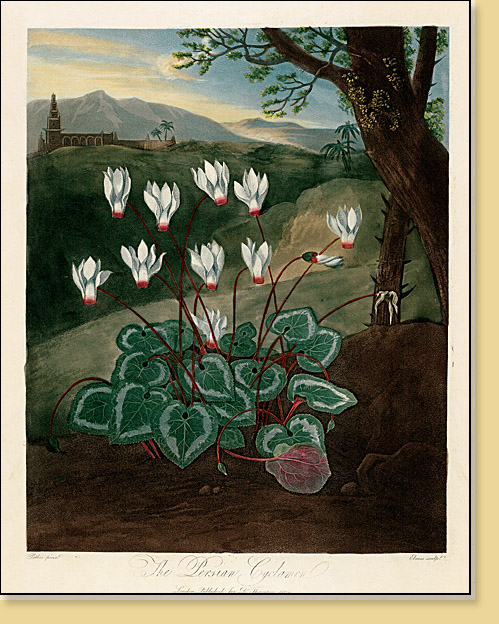